# Aline Rotter-Focken
Aline Rotter-Focken (Krefeld, 10 de maio de 1991) é uma lutadora de estilo-livre alemã, campeã olímpica.

## Carreira
Rotter-Focken participou dos Jogos Olímpicos de Verão de 2020 em Tóquio, onde participou do confronto de peso pesado, conquistando a medalha de ouro após disputa contra a estadunidense Adeline Gray.